# Мільярди (телесеріал)
«Мільярди» (англ. Billions) — американський драматичний телесеріал створений Браяном Коппельманом, Девідом Лев'єном та Ендрю Соркіним. Перший показ відбувся 17 січня 2016 року на телеканалі Showtime, і з тих пір було знято п'ять сезонів. Події часто відбуваються у великих фінансових центрах, зокрема, особливо в Нью-Йорку та Коннектикуті. Серіал розповідає про керівника гедж-фонду Боббі Аксельрода (Даміен Льюїс), його головного героя, у той час, як він накопичує багатство та владу у світі великих фінансів. Агресивна тактика Аксельрода щодо забезпечення високих доходів від інвестицій часто межує з незаконними діями; дії, за які прокурор США Чак Роудс (Пол Джаматті) намагається притягнути його до кримінальної відповідальності. Великий середній ансамбль другорядних акторів тримає сюжетні лінію телесеріалу в динамічній формі, часто показуючи стосунки між правоохоронними органами та приватним сектором.
Більшість сюжетних ліній базуються на заголовках ЗМІ, і відображають реальне переслідування фінансових злочинів у федеральних органах влади США. Натхненням на створення телесеріалу були розслідування проведене Преєтом Бхарарою, адвокатом у Південному окрузі Нью-Йорка з 2009 по 2017, з якого походить антагоніст Джаматті. Переслідування південним округом Стівена Коена, керівника гедж-фонду SAC Capital Advisors у 2013 році частково вплинуло на перший сезон, у той час як маніпуляції казначейськими облігаціями США компанією Salomon Brothers у 1991 році надихнула другий сезон телешоу.
Дванадцять епізодів шоу були замовлені телеканалом Showtime в березні 2015 року. Протягом 2016—2019 років вийшло чотири сезони телесеріалу. Прем'єра п'ятого сезону відбулася на телеканалі Showtime 3 травня 2020 року. Однак через пандемію COVID-19 в ефір вийшло лише 7 з 12 серій. В жовтні 2020 року серіал продовжили на 6 сезон.

## У ролях
| Пол Джаматті     | Чак Роадс            | Main           | Main           | Main           | Main           | Main           | Main           | Main           |      |      |      |      |      |      |
| Деміен Льюїс     | Боббі Аксельрод      | Main           | Main           | Main           | Main           | Main           | Не з'являється | Main           | Main | Main | Main | Main | Main | Main |
| Меггі Сіфф       | Венді Роадс          | Main           | Main           | Main           | Main           | Main           | Main           | Main           |      |      |      |      |      |      |
| Малін Акерман    | Лари Аксельрод       | Main           | Main           | Main           | Guest          | Не з'являється | Не з'являється | Не з'являється |      |      |      |      |      |      |
| Тобі Леонард Мур | Браян Коннерти       | Main           | Main           | Main           | Main           | Guest          | Не з'являється | Не з'являється |      |      |      |      |      |      |
| Девід Костабайл  | Майк Вагнер          | Main           | Main           | Main           | Main           | Main           | Main           | Main           |      |      |      |      |      |      |
| Кондола Рашад    | Кейт Захер           | Main           | Main           | Main           | Main           | Main           | Main           | Main           |      |      |      |      |      |      |
| Асія Кейт Діллон | Тейлор Мейсон        | Не з'являється | Recurring      | Main           | Main           | Main           | Main           | Main           | Main | Main |      |      |      |      |
| Джеффрі ДеМанн   | Чарльз Роадс-ст      | Recurring      | Recurring      | Main           | Main           | Main           | Main           | Main           | Main | Main |      |      |      |      |
| Келлі Окойн      | «Долар» Білл Стерн   | Recurring      | Recurring      | Recurring      | Main           | Main           | Recurring      | Main           | Main | Main | Main | Main | Main | Main |
| Корі Столл       | Майкл Прінс          | Не з'являється | Не з'являється | Не з'являється | Не з'являється | Recurring      | Main           | Main           |      |      |      |      |      |      |
| Деніел Брейкер   | Скутер Данбар        | Не з'являється | Не з'являється | Не з'являється | Не з'являється | Recurring      | Main           | Main           |      |      |      |      |      |      |
| Сакіна Джаффрі   | Дейвіша «Дейв» Махар | Не з'являється | Не з'являється | Не з'являється | Не з'являється | Не з'являється | Main           | Main           |      |      |      |      |      |      |

### Основний склад
- Пол Джаматті — Чак Роадс
- Деміен Льюїс — Боббі Аксельрод
- Меггі Сіфф — Венді Роадс
- Малін Акерман — Лари Аксельрод
- Тобі Леонард Мур — Браян Коннерти
- Девід Костабайл — Майк Вагнер
- Кондола Рашад — Кейт Захер

### Другорядний склад
- Джеффрі Деманн — Чарльз Роадс-ст.
- Террі Кінні — Голу
- Джеррі О'Коннелл — Стівен Берч
- Денніс Бутсикаріс — Кеннет Малверн
- Роб Морров — Адам Деджуліо
- Ден Содер — Маффі
- Стівен Канкен — Арі Спайрос
- Келлі Окойн — «Долар» Білл Стерн
- Натан Дерров — Мік Данциг
- Кленсі Браун — Уейлон «Джок» Джефкоат
- Метт Сервітто — Боб Свіні
- Пайпер Перабо — Енді

## Відгуки критиків
Серіал «Мільярди» отримав в основному позитивні відгуки. На Metacritic серіал отримав 69 балів зі ста на основі 37-ми «в цілому сприятливих» рецензій критиків. На Rotten Tomatoes шоу має 74 % «свіжості», що ґрунтується на 34 відгуках із середнім рейтингом 6,4/10. Критичний консенсус сайту говорить: «Незважаючи на відсутність симпатичних глядачам персонажів, серіал „Мільярди“ поєднує в собі риси мелодрами і чогось більшого, ніж картина життя; це дозволяє припустити, що його будуть переглядати раз за разом».

## Епізоди

### Сезон 1 (2016)
| №  | #  | Назва                                         | Режисер                | Сценарист                                             | Дата показу     | Глядачі у США (млн.) |
| -- | -- | --------------------------------------------- | ---------------------- | ----------------------------------------------------- | --------------- | -------------------- |
| 1  | 1  | «Пілот» «Pilot»                               | Ніл Берґер             | Браян Коппельман, Девід Левін і Ендрю Росс Соркін     | 17 січня 2016   | 0,904                |
| 2  | 2  | «Право на ім'я» «Naming Rights»               | Ніл Берґер             | Браян Коппельман і Девід Левін                        | 24 січня 2016   | 0,950                |
| 3  | 3  | «Ямтайм» «YumTime»                            | Скотт Горнбахер        | Віллі Ріл                                             | 31 січня 2016   | 1,282                |
| 4  | 4  | «Шорт-сквіз» «Short Squeeze»                  | Джеймс Фоулі           | Йон-Іль Кім                                           | 7 лютого 2016   | 0,851                |
| 5  | 5  | «Хороше життя» «The Good Life»                | Ніл Лабут              | Гайді Шрек                                            | 14 лютого 2016  | 1,010                |
| 6  | 6  | «Угода» «The Deal»                            | Джеймс Фоулі           | Вес Джонс                                             | 21 лютого 2016  | 1,172                |
| 7  | 7  | «Удар» «The Punch»                            | Стівен Джілленгол      | Браян Коппельман і Девід Лівен                        | 6 березня 2016  | 1,051                |
| 8  | 8  | «Захист і напад» «Boasts and Rails»           | Джон Дал               | Вес Джонс                                             | 13 березня 2016 | 1,093                |
| 9  | 9  | «Чорт, де Донні?» «Where the Fuck is Donnie?» | Сюзанна Вайт           | Пітер К. Блейк                                        | 20 березня 2016 | 1,127                |
| 10 | 10 | «Якість життя» «Quality of Life»              | Карін Кусама           | Віллі Ріл                                             | 27 березня 2016 | 1,103                |
| 11 | 11 | «Магічне мислення» «Magical Thinking»         | Анна Боден і Раян Флек | Сюжет: Вес Джонс і Гайді Шрек Телесценарій: Вес Джонс | 3 квітня 2016   | 1,080                |
| 12 | 12 | «Розмова» «The Conversation»                  | Майкл Куеста           | Браян Коппельман и Девід Лівен                        | 10 квітня 2016  | 1,013                |

### Season 7 (2023)
| № серії (загалом) | № серії (в сезоні) | Назва серії                                                             | Режисер(и)     | Сценарист(и)                                   | Оригінальна дата показу | Глядачів U.S. (млн) |
| ----------------- | ------------------ | ----------------------------------------------------------------------- | -------------- | ---------------------------------------------- | ----------------------- | ------------------- |
| 73                | 1                  | «Лондонський Тауер» «Tower of London»                                   | Darren Grant   | Brian Koppelman & David Levien                 | 13 серпня 2023          | Буде визначено      |
| 74                | 2                  | «Первородний гріх» «Original Sin»                                       | John Dahl      | Emily Hornsby                                  | 20 серпня 2023          | Буде визначено      |
| 75                | 3                  | «Енергія Вінстона Діка» «Winston Dick Energy»                           | Darren Grant   | Mae Smith                                      | 27 серпня 2023          | Буде визначено      |
| 76                | 4                  | «Ураган Розі» «Hurricane Rosie»                                         | Буде визначено | Lio Sigerson                                   | 3 вересня 2023          | Буде визначено      |
| 77                | 5                  | «Архіпелаг ГУЛАГ» «The Gulag Archipelago»                               | Буде визначено | Amadou Diallo                                  | 10 вересня 2023         | Буде визначено      |
| 78                | 6                  | «Людина в оливковій сірій футболці» «The Man in the Olive Drab T-Shirt» | Буде визначено | Eli Attie                                      | 17 вересня 2023         | Буде визначено      |
| 79                | 7                  | «DMV»                                                                   | Буде визначено | Brian Koppelman & David Levien                 | 24 вересня 2023         | Буде визначено      |
| 80                | 8                  | «Сова» «The Owl»                                                        | Буде визначено | Aiyana Kim White                               | 1 жовтня 2023           | Буде визначено      |
| 81                | 9                  | «Оптимальна теорія ігор» «Game Theory Optimal»                          | Буде визначено | Beth Schacter                                  | 8 жовтня 2023           | Буде визначено      |
| 82                | 10                 | «Список ворогів» «Enemies List»                                         | Буде визначено | Eli Attie                                      | 15 жовтня 2023          | Буде визначено      |
| 83                | 11                 | «Акс глобальний» «Axe Global»                                           | Буде визначено | Brian Koppelman & David Levien & Beth Schacter | 22 жовтня 2023          | Буде визначено      |
| 84                | 12                 | «Фонд адміралів» «Admirals Fund»                                        | Буде визначено | Brian Koppelman & David Levien                 | 29 жовтня 2023          | Буде визначено      |